# Mistrovství světa v alpském lyžování 1999
35. Mistrovství světa v alpském lyžování proběhlo v termínu od 2. února do 14. února 1999 v amerických střediscích Vail a Beaver Creek.

## Medailisté

### Muži
| Soutěž      | Zlato                    | Stříbro      | Bronz               |
| Sjezd       | Hermann Maier            | Lasse Kjus   | Kjetil André Aamodt |
| Slalom      | Kalle Palander           | Lasse Kjus   | Christian Mayer     |
| Obří slalom | Lasse Kjus               | Marco Büchel | Steve Locher        |
| Super-G     | Hermann Maier Lasse Kjus | ---          | Hans Knauss         |
| Kombinace   | Kjetil André Aamodt      | Lasse Kjus   | Paul Accola         |

### Ženy
| Soutěž      | Zlato                    | Stříbro                 | Bronz                   |
| Sjezd       | Renate Götschlová        | Michaela Dorfmeisterová | Stefanie Schuster       |
| Slalom      | Zali Steggallová         | Pernilla Wibergová      | Trine Bakke             |
| Obří slalom | Alexandra Meissnitzerová | Andrine Flemmenová      | Anita Wachterová        |
| Super-G     | Alexandra Meissnitzerová | Renate Götschlová       | Michaela Dorfmeisterová |
| Kombinace   | Pernilla Wibergová       | Renate Götschlová       | Florence Masnada        |

## Přehled medailí
| Pořadí         | Stát            | Zlato | Stříbro | Bronz | Celkově |
| 1              | Rakousko        | 5     | 3       | 5     | 13      |
| 2              | Norsko          | 3     | 4       | 2     | 9       |
| 3              | Švédsko         | 1     | 1       | -     | 2       |
| 4              | Austrálie       | 1     | -       | -     | 1       |
|                | Finsko          | 1     | -       | -     | 1       |
| 6              | Lichtenštejnsko | -     | 1       | -     | 1       |
| 7              | Švýcarsko       | -     | -       | 2     | 2       |
| 8              | Francie         | -     | -       | 1     | 1       |
| Medailové sady | Medailové sady  | 11    | 9       | 10    | 30      |